# Catostomus catostomus
Catostomus catostomus е вид лъчеперка от семейство Catostomidae. Видът не е застрашен от изчезване.

## Разпространение и местообитание
Разпространен е в Канада, Русия и САЩ. Внесен е във Финландия.
Обитава сладководни и полусолени басейни и реки.

## Описание
На дължина достигат до 64 cm, а теглото им е максимум 3300 g.
Продължителността им на живот е около 20 години.